# Achillea (banda)
Achillea é uma banda de power metal européia, formada por músicos de várias partes do mundo.
Em 2013, a banda foi indicada como banda revelação no Metal Symphonic Awards.

## História
A banda Achillea foi formada em 2011 pelo guitarrista e compositor britânico Paul Jupe e o baterista Garry King (ex-Joe Lynn Turner e Jeff Beck). O conceito deles foi o de construir um projeto que unisse pessoas da várias partes do mundo, e isso se transformou em um projeto de banda completa. Assim, eles envolveram uma série de outros grandes artistas de outras partes do mundo para este projeto, eles chamaram para a banda o guitarrista Betovani Dinelli (ex-Joe Lynn Turner), o tecladista Fab Jablonski, o vocalista brasileiro Humberto Sobrinho (ex-Glory Opera e Hangar). 
Em novembro de 2012, a banda gravou um DVD ao vivo no Brasil (no interior de São Paulo), intitulado Live Sample Footage (Warning loud Audio).
Em agosto de 2013, entraram para a banda o baixista britânico Colin Haynes e a vocalista de Metal Gotico Darkyra Black, para fazer back-vocal. Além deles, entrou para a banda o vocalista brasileiro Rodrigo Rossi, em substituição a Humberto Sobrinho. 
No dia 21 de Janeiro de 2013, o primeiro álbum de estúdio (Fight or Fall) foi lançado.O álbum foi gravado e mixado em vários países dos integrantes, como Brasil, França, Inglaterra e Grécia.

## Discografia
- 2012 - Live Sample Footage (Warning loud Audio) (DVD)
- 2013 - Fight or Fall[6]

## Prêmios e indicações
| Ano  | Prêmio                 | Indicação                                                | Trabalho            | Resultado | Ref.  |
| ---- | ---------------------- | -------------------------------------------------------- | ------------------- | --------- | ----- |
| 2013 | Metal Symphonic Awards | banda revelação                                          |                     | Indicado  | [ 1 ] |
| 2013 | 'Heavy Paradise'       | 10 Melhores Álbuns de Power Metal/Symphonic Metal do ano | Álbum Fight or Fall | Venceu    | [ 7 ] |